# CFU Club Championship 2017
Navigation
Édition précédente Édition suivante
Le CFU Club Championship 2017 est la dix-neuvième édition de cette compétition. Elle se dispute entre plusieurs équipes provenant des associations de l'Union caribéenne de football.
La meilleure équipe se qualifie pour la Ligue des champions de la CONCACAF 2018, les trois suivantes sont quant à elles qualifiés pour la Ligue de la CONCACAF 2017.
La compétition est remportée pour la première fois par une équipe de République dominicaine, le Cibao FC, qui s'impose contre les Trinidadiens de San Juan Jabloteh. Les Jamaïcains du Portmore United FC terminent sur le podium.

## Participants
La compétition est ouverte à tous les champions et vice-champions des championnats membres de la CFU s'étant terminés avant la fin 2016. Les inscriptions pour tous les clubs intéressés se sont closes le 31 décembre 2016. La CONCACAF a décidé d'élargir les critères d'admission et le tournoi n'est désormais plus limité aux équipes professionnelles, les clubs amateurs peuvent donc s'inscrire pour cette compétition.
Un total de 21 équipes, provenant de 12 associations de la CFU, entrent dans la compétition. Le tableau des clubs participants est donc le suivant :
| Nation                          | Club                               | Qualification                                         |
| ------------------------------- | ---------------------------------- | ----------------------------------------------------- |
| Antigua-et-Barbuda              | Hoppers FC                         | Champion d'Antigua-et-Barbuda 2015-2016               |
| Antigua-et-Barbuda              | Grenades FC (en)                   | Vice-champion d'Antigua-et-Barbuda 2015-2016          |
| Îles Caïmans                    | Scholars International             | Champion des îles Caïmans 2015-2016                   |
| Îles Caïmans                    | Elite SC                           | Vice-champion des îles Caïmans 2015-2016              |
| Rép. dominicaine                | Club Barcelona Atlético            | Champion de République dominicaine 2016               |
| Rép. dominicaine                | Cibao FC                           | Vice-champion de République dominicaine 2016          |
| Guadeloupe                      | Unité Sainte Rosienne              | Champion de Guadeloupe 2015-2016                      |
| Guadeloupe                      | CS Moulien                         | Vice-champion de Guadeloupe 2015-2016                 |
| Haïti                           | Racing Gonaïves                    | Vainqueur du Tournoi d'ouverture d'Haïti 2016         |
| Haïti                           | Don Bosco FC                       | Invité                                                |
| Jamaïque                        | Montego Bay United FC              | Champion de Jamaïque 2015-2016                        |
| Jamaïque                        | Portmore United FC                 | Vice-champion de Jamaïque 2015-2016                   |
| Montserrat                      | Royal Montserrat Police Force F.C. | Invité                                                |
| Porto Rico                      | Puerto Rico FC                     | Vainqueur de la Coupe Luis Villarejo (en) 2016 (en)   |
| Suriname                        | Inter Moengotapoe                  | Champion du Suriname 2015-2016                        |
| Suriname                        | SV Transvaal                       | Vice-champion du Suriname 2015-2016                   |
| Saint-Vincent-et-les-Grenadines | System 3 FC (en)                   | Champion de Saint-Vincent-et-les-Grenadines 2016      |
| Saint-Vincent-et-les-Grenadines | Bequia United FC (en)              | Vice-champion de Saint-Vincent-et-les-Grenadines 2016 |
| Sint Maarten                    | Flames United SC (en)              | Invité                                                |
| Trinité-et-Tobago               | Central FC                         | Champion de Trinité-et-Tobago 2015-2016               |
| Trinité-et-Tobago               | San Juan Jabloteh                  | Vice-champion de Trinité-et-Tobago 2015-2016          |

| Suriname : Inter Moengotapoe SV Transvaal Club Barcelona Atlético Cibao FC Racing Gonaïves Don Bosco FC CS Moulien Unité Sainte Rosienne Montego Bay United FC Portmore United FC San Juan Jabloteh Central FC Hoppers FC Grenades FC Scholars International Elite SC Royal Montserrat PFFC System 3 FC Bequia United FC Flames United SC Puerto Rico FC |

Les fédérations suivantes n'ont pas présenté d'équipe lors de cette édition de la compétition :
| - Anguilla - Aruba - Bahamas - Barbade - Bermudes - Bonaire - Îles Vierges américaines | - Îles Vierges britanniques - Cuba - Curaçao - Dominique - Guyana - Guyane française - Grenade | - Martinique - Saint-Christophe-et-Niévès - Sainte-Lucie - Saint-Martin - Îles Turques-et-Caïques |

## Calendrier
| Phase de groupes (2017)          |                    |    |        |
| Journées 1 Journées 2 Journées 3 | 22 février-12 mars | 20 | 21 à 6 |
| Phase finale (2017)              |                    |    |        |
| Finales                          | 14-21 mai          | 6  | 6 à 1  |

## Phase de groupes
Les vainqueurs de chaque groupes sont directement qualifiés pour la suite de la compétition.

### Groupe 1
Les matchs se jouent à l'Antigua Recreation Ground (en) de Saint John's à Antigua-et-Barbuda.
| Rang | Équipe                | Pts | J | G | N | P | Bp | Bc | Diff |
| ---- | --------------------- | --- | - | - | - | - | -- | -- | ---- |
| 1    | Racing Gonaïves       | 7   | 3 | 2 | 1 | 0 | 8  | 2  | +6   |
| 2    | Inter Moengotapoe     | 7   | 3 | 2 | 1 | 0 | 8  | 3  | +5   |
| 3    | Hoppers FC            | 3   | 3 | 1 | 0 | 2 | 2  | 5  | -3   |
| 4    | Bequia United FC (en) | 0   | 3 | 0 | 0 | 3 | 2  | 10 | -8   |

| Résultats (▼dom., ►ext.) |  |     |     |     |
| Bequia United FC (en)    |  | 1-2 | 1-4 | 0-4 |
| Hoppers FC               |  |     | 0-2 | 0-2 |
| Inter Moengotapoe        |  |     |     | 2-2 |
| Racing Gonaïves          |  |     |     |     |

### Groupe 2
Les matchs se jouent au Stade Sylvio-Cator de Port-au-Prince en Haïti.
| Rang | Équipe                | Pts | J | G | N | P | Bp | Bc | Diff |
| ---- | --------------------- | --- | - | - | - | - | -- | -- | ---- |
| 1    | Cibao FC              | 7   | 3 | 2 | 1 | 0 | 18 | 1  | +17  |
| 2    | Don Bosco FC          | 5   | 3 | 1 | 2 | 0 | 13 | 2  | +11  |
| 3    | Unité Sainte Rosienne | 4   | 3 | 1 | 1 | 1 | 17 | 2  | +15  |
| 4    | Royal Montserrat PFFC | 0   | 3 | 0 | 0 | 3 | 0  | 43 | -43  |

| Résultats (▼dom., ►ext.) |  |     |      |      |
| Cibao FC                 |  | 1-1 | 16-0 | 1-0  |
| Don Bosco FC             |  |     | 11-0 | 1-1  |
| Royal Montserrat PFFC    |  |     |      | 0-16 |
| Unité Sainte Rosienne    |  |     |      |      |

### Groupe 3
Les matchs se jouent au Montego Bay Sports Complex de Montego Bay en Jamaïque.
| Rang | Équipe                  | Pts | J | G | N | P | Bp | Bc | Diff |
| ---- | ----------------------- | --- | - | - | - | - | -- | -- | ---- |
| 1    | Grenades FC (en)        | 7   | 3 | 2 | 1 | 0 | 7  | 4  | +3   |
| 2    | Club Barcelona Atlético | 5   | 3 | 1 | 2 | 0 | 8  | 4  | +4   |
| 3    | Montego Bay United FC   | 4   | 3 | 1 | 1 | 1 | 9  | 5  | +4   |
| 4    | Elite SC                | 0   | 3 | 0 | 0 | 3 | 0  | 11 | -11  |

| Résultats (▼dom., ►ext.) |  |     |     |     |
| Club Barcelona Atlético  |  | 4-0 | 2-2 | 2-2 |
| Elite SC                 |  |     | 0-2 | 0-5 |
| Grenades FC (en)         |  |     |     | 3-2 |
| Montego Bay United FC    |  |     |     |     |

### Groupe 4
Les matchs se jouent au Stade Juan Ramón Loubriel de Bayamón à Porto Rico.
| Rang | Équipe                 | Pts | J | G | N | P | Bp | Bc | Diff |
| ---- | ---------------------- | --- | - | - | - | - | -- | -- | ---- |
| 1    | Portmore United FC     | 9   | 3 | 3 | 0 | 0 | 9  | 1  | +8   |
| 2    | Puerto Rico FC         | 6   | 3 | 2 | 0 | 1 | 5  | 1  | +4   |
| 3    | SV Transvaal           | 3   | 3 | 1 | 0 | 2 | 5  | 7  | -2   |
| 4    | Scholars International | 0   | 3 | 0 | 0 | 3 | 0  | 10 | -10  |

| Résultats (▼dom., ►ext.) |  |     |     |     |
| Portmore United FC       |  | 1-0 | 2-0 | 6-1 |
| Puerto Rico FC           |  |     | 4-0 | 1-0 |
| Scholars International   |  |     |     | 0-4 |
| SV Transvaal             |  |     |     |     |

### Groupe 5
Les matchs se jouent au Victoria Park de Kingstown à Saint-Vincent-et-les-Grenadines.
| Rang | Équipe                | Pts | J | G | N | P | Bp | Bc | Diff |
| ---- | --------------------- | --- | - | - | - | - | -- | -- | ---- |
| 1    | San Juan Jabloteh     | 9   | 3 | 3 | 0 | 0 | 14 | 1  | +13  |
| 2    | CS Moulien            | 6   | 3 | 2 | 0 | 1 | 13 | 4  | +9   |
| 3    | System 3 FC (en)      | 3   | 3 | 1 | 0 | 2 | 9  | 7  | +2   |
| 4    | Flames United SC (en) | 0   | 3 | 0 | 0 | 3 | 2  | 26 | -24  |

| Résultats (▼dom., ►ext.) |  |     |     |     |
| Flames United SC (en)    |  | 0-8 | 0-9 | 2-9 |
| CS Moulien               |  |     | 1-4 | 4-0 |
| San Juan Jabloteh        |  |     |     | 1-0 |
| System 3 FC (en)         |  |     |     |     |

## Phase finale
La phase finale se déroulera au Stade Hasely Crawford de Port-d'Espagne à Trinité-et-Tobago. Le Central FC, tenant du titre est directement qualifié pour cette phase finale.
Le vainqueur de cette compétition sera directement qualifié pour la seconde phase de la Ligue des champions de la CONCACAF 2017-2018, alors que les trois suivants se qualifieront pour la première phase.
Les six équipes sont divisées en deux groupes de trois. Les vainqueurs de ces deux groupes s'affronteront lors de la finale de la compétition, alors que les deux seconds se disputeront la troisième place.

### Groupe A
| Rang | Équipe           | Pts | J | G | N | P | Bp | Bc | Diff |
| ---- | ---------------- | --- | - | - | - | - | -- | -- | ---- |
| 1    | Cibao FC         | 4   | 2 | 1 | 1 | 0 | 3  | 2  | +1   |
| 2    | Central FC       | 3   | 2 | 1 | 0 | 1 | 3  | 2  | +1   |
| 3    | Grenades FC (en) | 1   | 2 | 0 | 1 | 1 | 3  | 5  | -2   |

| Résultats (▼dom., ►ext.) |  |     |     |
| Central FC               |  | 0-1 | 3-1 |
| Cibao FC                 |  |     | 2-2 |
| Grenades FC (en)         |  |     |     |

### Groupe B
| Rang | Équipe             | Pts | J | G | N | P | Bp | Bc | Diff |
| ---- | ------------------ | --- | - | - | - | - | -- | -- | ---- |
| 1    | San Juan Jabloteh  | 4   | 2 | 1 | 1 | 0 | 4  | 2  | +2   |
| 2    | Portmore United FC | 4   | 2 | 1 | 1 | 0 | 3  | 2  | +1   |
| 3    | Racing Gonaïves    | 0   | 2 | 0 | 0 | 2 | 0  | 3  | -3   |

| Résultats (▼dom., ►ext.) |  |     |     |
| Portmore United FC       |  | 1-0 | 2-2 |
| Racing Gonaïves          |  |     | 0-2 |
| San Juan Jabloteh        |  |     |     |

### Match pour la 3eplace
| 21 mai 2017 | Central FC                           | 2 – 2 | Portmore United FC                    | Stade Hasely Crawford, Port-d'Espagne |  |
|             | Jason Marcano 5e · Keston George 90e |       | Maalique Foster 50e · Cleon Pryce 77e |                                       |  |
|             | Tirs au but 3–5                      |       |                                       |                                       |  |

### Finale
| 21 mai 2017 | San Juan Jabloteh | 0 – 1 | Cibao FC          | Stade Hasely Crawford, Port-d'Espagne |
|             |                   |       | Richard Dabas 30e |                                       |

| Champion des Caraïbes 2017 |
| -------------------------- |
| Cibao FC 1er titre         |